# 李興實
李 興實（朝鮮語: 이흥실、1961年5月28日 - ）は、大韓民国の元サッカー選手、現サッカー指導者。元大韓民国代表。選手時代のポジションはMF。

## クラブ歴
漢陽大学校在学中の1985年にドラフトで浦項製鉄アトムズに加入した。同年に新人賞とベストイレブンに輝くと、翌年は最優秀選手賞とベストイレブンに輝く活躍を見せた。その後もベストイレブンには選出される活躍を見せ、1989年にアシスト王に輝いた。
1993年にクラブ事情から完山プーマに移籍したが、カップ戦1試合に出場したのみで引退した。

## 代表歴
大学時代の1982年に代表初出場を記録。その後、1990 FIFAワールドカップに出場した。

## 監督歴
選手引退後は母校の馬山工業高等学校で監督を長く務めた。
その後、安山警察FC、安山グリナースFCの監督を務めた。